# Przełęcz Zakocierska
Przełęcz Zakocierska (801 m) – przełęcz w Beskidzie Małym, znajdująca się między szczytami Potrójnej (883 m) oraz wierzchem o nazwie Beskid (826 m). Zachodnie stoki przełęczy opadają do doliny potoku Kocierzanka, wschodnie do doliny Pracicy (jeden ze źródłowych cieków Wieprzówki (Rzyczanki)). Przełęcz Zakocierska oddziela Grupę Kocierza (po zachodniej stronie) od Pasma Łamanej Skały (po wschodniej stronie).
Przełęcz znajduje się na skraju lasu i pól uprawnych. Jest na niej niewielki żelazny krzyż. Obecnie już nie wiadomo dokładnie kogo on upamiętnia. Według niektórych zginął tutaj nieznany żołnierz polski z września 1939 r., według innych dawno temu zamordowano tutaj wędrownego handlarza ubiegającego się o względy miejscowej dziewczyny.
Przez Przełęcz Kocierską przebiega granica między Ślemieniem w województwie śląskim a Sułkowicami w województwie krakowskim. Na przełęczy znajduje się skrzyżowanie szlaków turystycznych.
Szlaki turystyczne
 Mały Szlak Beskidzki na odcinku: Przełęcz Kocierska – Potrójna – Przełęcz Zakocierska – Beskid – Przełęcz na Przykrej – Łamana Skała – Anula – Smrekowica – rozdroże pod Smrekowicą – Na Beskidzie – Góra Potrójna – przełęcz Beskidek – Leskowiec – schronisko PTTK Leskowiec – Krzeszów
 Targanice – Jawornica – Potrójna – Przełęcz Zakocierska – Chatka pod Potrójną – Przełęcz na Przykrej – Łamana Skała – Anula – Rzyki-Pracica

## Przypisy

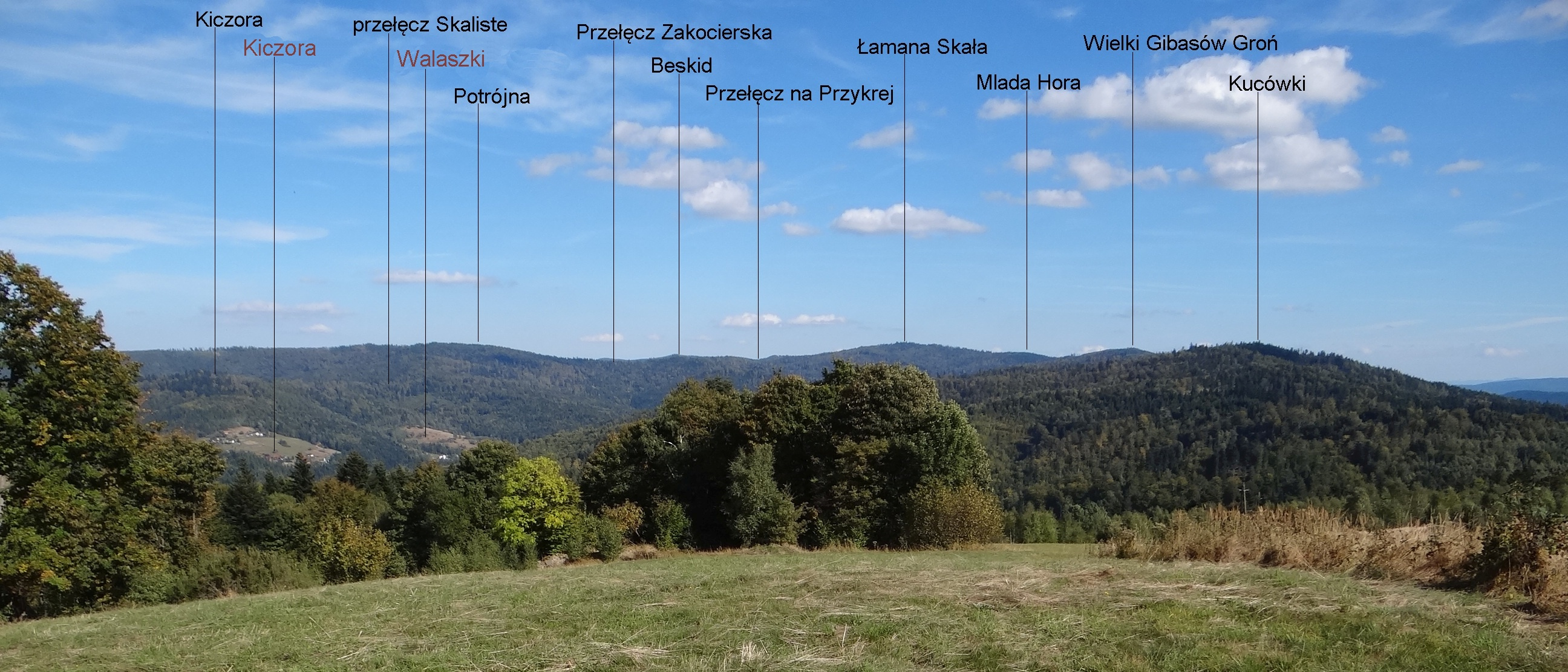
Widok z łąk na Łysinie